# Hans Ohlms
Hans Ohlms (* 5. Februar 1908 in Hannover; † 28. Februar 1988 in Nordhorn, Landkreis Grafschaft Bentheim) war ein deutscher Maler, Grafiker und Bildhauer. Er schuf Landschaftsmalereien, Porträts, Gebrauchsgrafiken und Karikaturen, aber auch plastische Arbeiten und experimentelle Bildfindungen bis hin zur Kunst im öffentlichen Raum. Über viertausend seiner Arbeiten sind erhalten. Eine nicht bekannte Anzahl seiner Werke ging im Zweiten Weltkrieg und durch Zerstörungen durch ihn selbst verloren.
Sein Hauptwerk ist das Mosaik in der Friedhofskapelle in Nordhorn und seine imaginäre Ansicht der Textilindustrien der Stadt Nordhorn, das heute im Stadtmuseum Nordhorn hängt.

## Leben
Hans Ohlms war der Sohn eines Lehrers und Ältester von sieben Geschwistern. Sein Vater stimmte einer künstlerischen Ausbildung zu, bestand aber auch auf einer Lehrerausbildung. Im Gymnasium hatte Ohlms Kunstunterricht bei Hans Völker, der sein Talent erkannte. Noch als Schüler besuchte Ohlms Abendaktkurse bei Fritz Burger-Mühlfeld an der Kunstgewerbeschule Hannover. Von 1925 bis 1927 absolvierte er eine Maler- und Dekorationsmalerlehre. Anschließend erfolgte bis 1928 eine künstlerische Ausbildung an der Kunstgewerbeschule Hannover bei Georg Kindermann und dem Maler Carl Wiederhold. In den Jahren 1928–1929 wurde er bei Rudolf Rochga an der Staatlichen Kunstgewerbeschule Stuttgart ausgebildet.
Erste Tätigkeiten als Kirchenmaler schlossen sich in Bamberg bei Paul Faltin an. In den Jahren 1930/31 lebte Ohlms als Maler und Grafiker in Osnabrück, wo er 1931 seine erste Ausstellung hatte. Er absolvierte ab 1932 eine Lehrerausbildung in Köln; ab 1937 war Ohlms als Lehrer in Nordhorn tätig. Er war Kunsterzieher am Berufsschulzentrum, unterrichtete zeitweilig am Gymnasium; 1978 wurde er pensioniert.
Während des Zweiten Weltkriegs war Ohlms ab 1939 als Wehrmachtssoldat in der Ägäis stationiert. Er wurde als Kriegsberichtzeichner in Rumänien, Kreta und Griechenland eingesetzt und hielt sich auch in Ägypten auf. Anschließend war er bis 1947 in Kriegsgefangenschaft. Vor der Wiedereingliederung in den Beamtendienst musste Ohlms ein Entnazifizierungsverfahren durchlaufen. Ab 1948 war Ohlms Mitglied im Bund Bildender Künstler Osnabrück und nahm dann seine Ausstellungstätigkeit wieder auf.
Er lebte durchgehend in Nordhorn, war seit 1935 mit Adelheid Schumpe verheiratet und hatte mit ihr zwei Kinder. 
Ohlms starb am 28. Februar 1988 in Osnabrück. 

## Werk
Nachdem er bereits in der Kindheit mit dem Zeichnen begonnen hatte, perfektionierte Ohlms sein Können von der Skizze bis zum Ölbild, vom Aquarell bis hin zum Linoldruck und war auch mit Karikaturen erfolgreich. Mit der Teilnahme an der Kollektivausstellung von Künstlern des Bundes Bildender Künstler Osnabrück 1949 im Städtischen Museum Osnabrück versuchte Ohlms die gestalterischen Ansätze der europäischen Moderne mit dem Können seiner Ausbildungsjahre zusammenzubringen. Gebrauchsgrafiken stehen neben eigenen freien Bildgestaltungen, z. B. bei Landschaftsaquarellen, und Auftragsarbeiten für wieder zu Geld gekommene Bildungsbürger und Unternehmerfamilien – insbesondere Porträts. Dazu gehörte auch, dass er unzufrieden mit seinen bildnerischen Leistungen wurde und in Phasen der Niedergeschlagenheit beträchtlich Teile seines ihn künstlerisch nicht überzeugenden Werkes zerstörte.
Die öffentlichen Aufträge waren für Ohlms eine willkommene Abwechslung zu den ihn mehr und mehr einengenden privaten Aufträgen. Die Kunst im öffentlichen Raum war ihm eine neue Herausforderung, auf die er sich bewusst einließ.
Erst im Alter und mit der wirtschaftlichen Absicherung durch seine Ruhegehaltsbezüge konnte Ohlms das entwickeln, was er sein „wahres künstlerisches Schaffen“ nannte. In seinem Atelier schuf er rund tausend Werke. Jenseits aller Stilfestlegungen, die ihn bis dahin begleitet hatten, erkundete er ungesehene Bilderwelten, die er mit seinen Träumen und Erfahrungen abglich. Dies geschah auch in vielfältigen dreidimensionalen Arbeiten. Reliefbilder aus Radioteilen und Stofffetzen entstanden dabei ebenso wie Kleinplastiken aus Metall und Holz. Inhaltlich machte er damit die Brüchigkeit der Nordhorner Industriewelt zum Thema und nahm den Untergang der Textilindustrie um die Unternehmen NINO, Rawe und Povel bildnerisch vorweg.
Fast vergessen von der Kunstwelt brachte eine Retrospektive in Osnabrück im Jahr 1988 einen Überblick über das Können Ohlms ins Bewusstsein der Fachwelt und der interessieren Öffentlichkeit. 

## Werke im öffentlichen Raum
Gegenwärtig (Stand Juli 2021) sind folgende Arbeiten von Hans Ohlms in der Öffentlichkeit zu sehen:
- Wandmosaik Kapelle des Nordhorner Südfriedhofs aus dem Jahr 1960 (7 Meter hoch, 6,2 Meter breit)
- 31 Betonglasfenster Christuskirche Nordhorn
- Altarraum Nordhorner Marienkirche
- Wandmosaike und Fenster Thomaskirche Hoogstede
- Wandbild im evangelisch-reformierten Gemeindehaus in Gildehaus
- Bleiglasfenster in der Meppener Gustav-Adolf-Kirche und in der Nikolaikirche Papenburg

## Ausstellungen

### Einzelausstellungen
- 1988: Hans Ohlms, Kulturgeschichtliches Museum Osnabrück
- 1990: Hans Ohlms. Retrospektive, Museumsverein für die Grafschaft Bentheim e.V., Nordhorn
- 2008/09: Ausstellung Hans Ohlms zum 100. Geburtstag, Otto Pankok Museum Bad Bentheim-Gildehaus 2008, Städtische Galerie Forum Alte Werft Papenburg 2008, Kunstmuseum Ahlen 2009, Kulturgeschichtliches Museum Osnabrück 2009
- 2018: Ausstellung Hans Ohlms. Ausdrucksformen, Kunsthaus Rietberg – Museum Wilfried Koch, Rietberg

### Gruppenausstellungen
- 1949: Städtisches Museum Osnabrück
- 1974: BBK-Jahresausstellung, Kunsthalle Osnabrück, Osnabrück
- 1987: BBK Osnabrück-Emsland e.V. in Lingen, Nordhorn, Meppen, Osnabrück
- 1989/90: Wände aus farbigem Glas, im Martin-Gropius-Bau
- 1996: Die Sammlung Hermann-Josef Bunte, Städtische Galerie in der Alten Werft Papenburg 1995/96, Schleswig-Holsteinisches Landesmuseum Wismar
- 2000/01: Ausstellung der Hamburger Kunsthalle/Galerien der Haspa Hamburg der Sammlung Hermann-Josef Bunte. Deutsche Malerei des XX. Jahrhunderts. Mit Beiträgen von Hans Ohlms, Kunsthalle Wilhelmshaven 2000, Kunstmuseum Ahlen 2000, Museum Baden, Solingen 2000, Edwin Scharff Museum Neu-Ulm 2000/01, Haus am Waldsee Berlin 2001, Galerie Jesuitenkirche Aschaffenburg 2001
- 2001/02: Verlorene Nähe. Bilder von Menschen in der Malerei des 20. Jahrhunderts. Sammlung Bunte, Schleswig-Holsteinisches Landesmuseum Schloss Gottorf 2001/2002, Städtische Galerie in der Reithalle Paderborn-Schloss Neuhaus 2002, Kunsthaus Kaufbeuren 2002